# Griff
Сара Фейт Гриффитс (англ. Sarah Faith Griffiths; род. 21 января 2001 года) — английская певица и автор, профессионально известная как Griff. В 2019 году она выпустила свой дебютный сингл «Mirror Talk» на лейбле Warner Records. За этим последовал её дебютный одноименный мини-альбом, выпущенный позже в том же году. Лауреат премии BRIT Awards в категории «Восходящая звезда» на церемонии вручения наград Brit Awards 2021, ставшая одной из самых молодых победительниц в этой категории в возрасте 20 лет. Позже в том же году она выпустила свой дебютный микстейп One Foot in Front of the Other, который имел коммерческий успех и признание критиков.

## Биография
Griff родилась 21 января 2001 года как Сара Фейт Гриффитс и выросла в Кингс-Лэнгли, Хартфордшир. Её отец Марк — сын иммигрантов с Ямайки, принадлежавших к «поколению Виндраш», а её мать Ким — мигрантка в первом поколении, чья китайская семья переехала в Англию во время войны во Вьетнаме. Грифф заявила, что она чувствует себя «больше в контакте» со своими китайскими корнями. Приемные дети родителей Грифф и её опыт общения с детьми нашли отражение в её песне «Good Stuff».

## Дискография
Дискография Griff включает, в том числе, следующие релизы:

### Студийные альбомы
- Vertigo (Griff album) (2024)

### Микстейп
- One Foot in Front of the Other (2021)

### Синглы
- «Black Hole» (2021)
- другие

## Награды и номинации
| Организация                  | Год  | Категория                  | Работа                       | Результат | Ссылка        |
| ---------------------------- | ---- | -------------------------- | ---------------------------- | --------- | ------------- |
| BBC                          | 2021 | Sound of 2021              | Herself                      | № 5       | [ 8 ]         |
| Brit Awards                  | 2021 | Rising Star                | Herself                      | Победа    | [ 9 ] [ 10 ]  |
| MTV UK                       | 2021 | Push One to Watch          | Herself                      | Номинация | [ 11 ]        |
| LOS40 Music Awards           | 2021 | Best International New Act | Herself                      | Победа    | [ 12 ] [ 13 ] |
| MTV Europe Music Awards      | 2021 | Best New                   | Herself                      | Номинация | [ 14 ]        |
| MTV Europe Music Awards      | 2021 | Best Push                  | Herself                      | Номинация | [ 14 ]        |
| BBC Radio 1                  | 2021 | Hottest Record of the Year | "Black Hole"                 | № 5       | [ 15 ] [ 16 ] |
| Popjustice £20 Music Prize   | 2021 | Best British Pop Single    | "Black Hole"                 | Номинация | [ 17 ]        |
| Brit Awards                  | 2022 | Best New Artist            | Herself                      | Номинация | [ 18 ]        |
| Brit Awards                  | 2022 | Best Pop/R&B Act           | Herself                      | Номинация | [ 18 ]        |
| NME Awards                   | 2022 | NME Radar Award            | Herself                      | Победа    | [ 19 ]        |
| NME Awards                   | 2022 | Best Collaboration         | "Head on Fire" (with Sigrid) | Победа    | [ 20 ]        |
| Ticketmaster New Music Award | 2022 | New Music Award            | Herself                      | Победа    | [ 21 ]        |